# Clarias cavernicola
Clarias cavernicola är en fiskart som beskrevs av Trewavas, 1936. Clarias cavernicola ingår i släktet Clarias och familjen Clariidae. IUCN kategoriserar arten globalt som akut hotad. Inga underarter finns listade i Catalogue of Life.